# フランツ1世 (リヒテンシュタイン公)
フランツ1世（Franz  I., 1853年8月28日 - 1938年7月25日）は、リヒテンシュタイン侯（在位：1929年 - 1938年）。アロイス2世とその妻のフランツィスカ・キンスキー伯爵夫人の間の次男。ヨーハン2世の弟。
1929年に兄ヨーハン2世の死去により即位。同年、兄に長く交際を反対されていたユダヤ系女性エルザ・フォン・グートマンと結婚した。子供がいなかったために、ヨーハン1世の男系玄孫であり、姉ヘンリエッテの孫でもあるフランツ・ヨーゼフ2世が後を継いだ。